# Leonardo Lelo
Leonardo Filipe Cruz Lelo (Olhão, 30 de marzo del 2000) es un futbolista portugués que juega como defensa en el S. C. Braga de la Primeira Liga.

## Trayectoria
Nacido en Olhão, se formó en el fútbol base del S. C. Olhanense, aunque también pasó unos años en el Vitoria Setúbal y Louletano DC. Tras asentarse en el S. C. Olhanense del Campeonato de Portugal, se unió al Portimonense S. C. como cedido para la temporada 2020-21, donde jugó en su equipo sub-23.
El 16 de junio de 2021 se confirmó su fichaje por el Casa Pia A. C. de la Liga Portugal 2, ascendiendo a la Primeira Liga la siguiente campaña. Estuvo cuatro años en el club en los que jugó 142 partidos y marcó diez goles.
El 22 de mayo de 2025 fue anunciado como nuevo jugador del S. C. Braga hasta 2029.

## Selección nacional
El 24 de septiembre de 2022 debutó con la selección sub-21 de Portugal, partiendo como titular en un amistoso que acabaría en victoria por 4-1 frente a Georgia.

## Clubes
Actualizado al último partido disputado el 16 de mayo de 2025.
| Club                        | País     | Año       | Partidos | Goles |
| --------------------------- | -------- | --------- | -------- | ----- |
| S. C. Olhanense             | Portugal | 2018-2021 | 59       | 0     |
| Portimonense S. C. (cedido) | Portugal | 2020-2021 | 0        | 0     |
| Casa Pia A. C.              | Portugal | 2021-2025 | 142      | 10    |
| S. C. Braga                 | Portugal | 2025-act. |          |       |